# Gravy Train
Gravy Train foi um grupo de rock progressivo de Lancashire, Inglaterra, formado pelo vocalista e guitarrista Norman Barratt em 1970. Juntamente com J.D. Hughes (teclados, vocais, sopros), Lester Williams (baixo, vocais) e Barry Davenport (bateria) eles gravaram quatro álbuns de estúdio. Os dois primeiros foram lançados pela Vertigo e os dois últimos pela Dawn Records.
A banda se dissolveu em 1974. Pouco é conhecido sobre o que aconteceu com os membros da banda, com a exceção de Norman Barratt, que integrou a Mandalaband em seu segundo e final álbum em 1978. Após isso ele fundou a Barratt Band, que gravou no início da década de 1980.

## Discografia

### Álbuns
- 1970: Gravy Train (Vertigo 6360023)
- 1971: (A Ballad Of) A Peaceful Man (Vertigo 6360051)
- 1973: Second Birth (Dawn DNLS 3046)
- 1974: Staircase to the Day (Dawn DNLH 1)

### Singles (compactos simples)
- 1973: "Strength Of A Dream" / "Tolpuddle Episode" (Dawn DNS 1036)
- 1973: "Starbright Starlight" / "Good Time Thing" (Dawn DNS 1058)
- 1975: "Climb Aboard The Gravy Train" / "Sanctuary" (Dawn DNS 1115)

### Compilações
- 2006: Strength Of A Dream: The Gravy Train Anthology (Castle Records)